# Плешевиця (гірський хребет)
Плешевиця (хорватською також Lička Plješivica) — це гірський хребет в Південно-Східній Європі, розташований на кордоні Боснії, Герцеговини і Хорватії. Хребет є частиною Динарських гір і простягається від півночі (Плітвицькі озера та гора Мала Капела) на південь (Гречак). Там Плешевиця переходить у Велебит. Загальна протяжність хребта — 40 км.
Гірський масив утворився в палеозойську еру. Гори складені переважно з вапняку. Більша частина  гір на півночі і в центральній частині вкриті густими лісами. На півдні переважають луки. На гірських схилах зростає десяток ендемічних видів рослин, таких як червоний первоцвіт (лат. Примула portenschlagiana) та інші. У тваринному світі переважають ведмеді, вовки, олені.
Під час воєн Австро-Угорської імперії з Османською імперією Плешевиця відігравала важливу роль як природна перешкода для турецьких завоювань.
В часи холодної війни у підніжжя гори Плешевиця була побудована одна з найбільших підземних авіабаз в Європі Желява. Авіабаза діяла з 1968 до 1992 року.
На висоті 1567 м на одній з вершин, у хорватській частині гірського хребта, знаходиться передавач хорватського радіо і телебачення.
Найвищі вершини:
- Озеблін — 1657 метрів,[2] розташована в центральній частині гір.
- Гола Плешевиця — 1649 метрів, розташована в північній частині гір.
- Плешевицьке Кабао — 1618 метрів, розташована   в центральній частині гір.